# Port lotniczy Storuman
Port lotniczy Storuman (IATA: SQO, ICAO: ESUD) – regionalny port lotniczy położony w Storumanie, w Szwecji.

## Linie lotnicze i połączenia
Od 2010 brak regularnych połączeń.